# Рюбаттель, Рудольф
Рудольф Рюбаттель (фр. Rodolphe Rubattel; 4 сентября 1896 года, Вилларсель, кантон Во, Швейцария — 18 октября 1961 года, Лозанна, Швейцария) — швейцарский политик, президент.

## Биография
Рудольф Рюбаттель изучал сельское хозяйство и право Лозанны, Вены и Парижа и получил степень доктора юридических наук. После завершения практики в сельскохозяйственном управлении Бругга, в 1921 году занялся журналистикой. В 1944 году Рюбаттель стал членом правительства кантона Во, а в 1946 году возглавлял его. В декабре 1947 года он избран в федеральное правительство.
- 9 апреля — 31 декабря 1946 — президент Кантонального совета Во.
- 11 декабря 1947 — 1 ноября 1954 — член Федерального совета Швейцарии.
- 1 января 1948 — 31 декабря 1954 — начальник департамента экономики.
- 1 января — 31 декабря 1953 — вице-президент Швейцарии.
- 1 января — 31 декабря 1954 — президент Швейцарии.

Рудольф Рюбаттель племянник президента Швейцарии Эрнеста Шуара.